# Класико Алвинегро

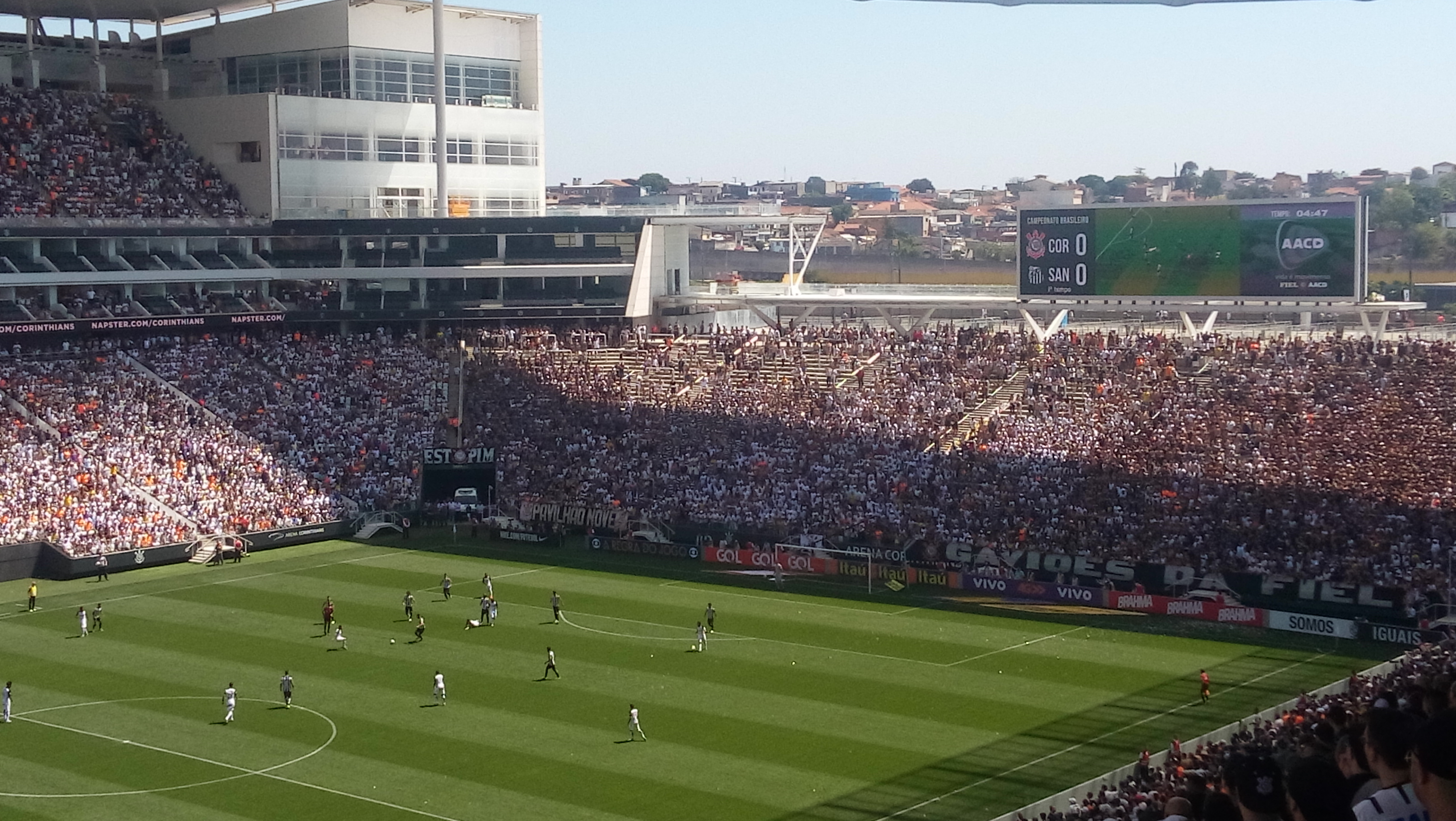
«Коринтианс» — «Сантос», 2015 год

Класико Алвинегро (порт.-браз. Clássico Alvinegro) — общепринятое название противостояния (класико) бразильских футбольных клубов «Коринтианс» (город Сан-Паулу) и «Сантос» (город Сантус штата Сан-Паулу). Название в переводе с португальского означает «Бело-чёрное противостояние», поскольку у обоих клубов схожи клубные цвета. Также у противостояния имеются альтернативные названия: «Класико голеад» (Clássico das Goleadas) и «Класико табу» (O Clássico dos Tabus). «Класико голеад» — в связи с высокой результативностью в матчах между командами. «Табу» применительно к класико в Бразилии называют ситуацию, когда одна из команд не может длительное время одержать победу над другой.
«Сантос» является единственным традиционным бразильским суперклубом (основателем Клуба Тринадцати), который не представляет столицу своего штата. Коринтианс, Сантос, а также «Палмейрасом» и «Сан-Паулу» образуют традиционную большую четвёрку клубов штата Сан-Паулу. «Коринтианс» — второй по популярности клуб Бразилии после «Фламенго» и самый популярный в штате. «Сантос» традиционно занимает четвёртое место в штате по числу поклонников, обычно входя в первую десятку во всей Бразилии.

## История
Первый матч между «Коринтиансом» и «Сантосом» состоялся 22 июня 1913 года на Парк Антарктике, и в полном соответствии с альтернативным названием «Класико голеад» завершился победой «Сантоса» со счётом 6:3. Что же касается «табу», то самое известная серия без побед продолжалась с 29 декабря 1956 по 6 марта 1968 года — период «золотой команды» «Сантоса». «Рыбы» не проигрывали «мушкетёрам» в 22 играх подряд. С 8 февраля 1976 по 23 октября 1983 года уже «Коринтианс» не проигрывал «Сантосу» ни в одном из турниров. Менее продолжительное «табу» было в начале XXI века — «Сантос» с 30 января 2002 по 13 октября 2005 года в 11 матчах одержал девять побед и дважды сыграл с «тимау» вничью.
Восемь раз на играх между «Коринтиансом» и «Сантосом» присутствовало свыше 90 тыс. зрителей, из них семь раз на «Морумби» собиралось более 100 тыс. человек. Рекордный показатель был зафиксирован 20 марта 1977 года — 120 782 зрителя, из них 116 881 оплатили билеты.
Наиболее крупную победу в истории «Бело-чёрного класико» одержали футболисты «Коринтианса» — 11 июля 1920 года они разгромили в гостях «Сантос» со счётом 11:0 в матче Лиги Паулисты. Крупнейшие победы «Сантос» одержал с разницей в шесть мячей на «Вила-Белмиро» — 8 мая 1932 (7:1) и 24 сентября 1933 (6:0).
«Сан-Паулу» — самый титулованный клуб Бразилии на международной арене — трёхкратный обладатель Кубка Либертадорес, двукратный обладатель Межконтинентального кубка, клубный чемпион мира 2005 года, обладатель Суперкубка Либертадорес, Южноамериканского кубка и Кубка КОНМЕБОЛ. «Коринтианс» долгое время не выигрывал турниров под эгидой КОНМЕБОЛ, имея в своём активе победу на Клубном чемпионате мира ФИФА 2000 года, где он участвовал в качестве чемпиона страны-организатора. В 2012 году «тимау» завоевали свой первый Кубок Либертадорес, добавив к нему вторую победу на Клубном чемпионате мира. На внутренней арене у команд паритет в бразильской Серии A (по шесть чемпионств), «Коринтианс» опережает «Сан-Паулу» по числу титулов Лиги Паулисты и в Кубке Бразилии.
С 1913 года по настоящее время соперники встречались в различных турнирах 335 раз.
Последнее Класико Алвинегро состоялось 7 октября 2020 года в рамках чемпионата Бразилии, и завершилось оно вничью 1:1.

## Лучшие бомбардиры
Лучшим бомбардиром «Бело-чёрного класико» является Пеле, забивший 50 голов в ворота «Коринтианса». При этом у «тимау» лучшими бомбардирами с 21 голом являются сразу три футболиста — Клаудио Пиньо, Неко и Телеко.

## Статистика
| Матч                | И   | В   | Н  | П   | ГЗ  | ГП  |
| ------------------- | --- | --- | -- | --- | --- | --- |
| Коринтианс — Сантос | 335 | 132 | 96 | 107 | 585 | 505 |